# Eugénie Pradez
Eugénie Pradez (25 december 1848 - 13 mei 1932) was een Zwitserse schrijfster.

## Werken
- Une Idylle à Lausanne (1895)
- La Revanche du passé (1900)
- Les Ignorés (1902)
- Réparation (1905)

- Bibliothèque nationale de France: cb10370050p (data)
- Gemeinsame Normdatei: 127603959X
- Virtual International Authority File: 5655167202645967930002